# Estació Voyager
L'Estació Espacial Voyager o Estació Voyager ((anglès) Voyager Space Station o Voyager Station) és una estació espacial proposada, planejava iniciar les construccions el 2026. L'estació espacial pretén ser el primer hotel espacial comercial, un cop finalitzada.
La construcció de l'estació espacial serà gestionada per l'Orbital Assembly Corporation..
SpaceX Starship s'utilitzarà per transportar turistes a l'estació Voyager, que pot allotjar 280 convidats i 112 membres de la tripulació. Un viatge a l'estació costaria aproximadament 5 milions de dòlars EUA i requeriria als passatgers un entrenament físic i de seguretat abans d'embarcar-se a la nau espacial SpaceX durant un viatge de 3 dies i mig a l'estació espacial.
L'Estació Voyager faria servir la gravetat artificial per mantenir la gravetat lunar, aproximadament 1/6 de la gravetat terrestre.